# 阔里吉思 (汪古部)
闊里吉思（？—1298年），元朝蒙古汪古部首领，爱不花之子，為元朝駙馬，封高唐王。他尚文武，雖信奉景教，卻好儒学，在私宅有万卷堂，常和儒生讨论经史。後在義大利傳教士若望·孟高維諾勸說下改宗天主教。「闊里吉思」（Giwargis）一名原本就是來自基督教聖名「喬治」（George），因此他在歐洲被稱為喬治王。
他先娶忽必烈皇太子真金的女儿忽答的迷失。后来娶元成宗女爱牙失里。开始受命屯驻和林，防御海都。1287年，率领一千骑兵讨伐乃颜同党也不干，过土拉河，胜利受赏。1292年，和耶律希亮在合敦奴孙界商议实行屯田，元成宗封他为高唐王。因为海都、笃哇之乱未平，他自请讨伐。在伯牙思大败敌军。1298年，击败笃哇、彻彻秃三次进攻，乘胜追击，但是孤军无援，最终被俘虏杀害。1305年，追封赵王。立《驸马高唐忠献王碑》纪念。
1312年他贈推忠宣力崇文守正亮節保德功臣、太師、開府儀同三司上柱國、駙馬都尉，諡忠獻。並追贈他的曾祖阿剌兀思高唐忠武王，祖孛要合高唐武毅王，父愛不花高唐武囊王。

## DNA
据吉林大学边疆考古研究中心在2014年的研究，梳妆楼墓地之汪古部高唐王阔里吉思遗骨检测结果属单倍群Q-M242。

## 延伸阅读
[在维基数据编辑]
 《新元史/卷116》，出自柯劭忞《新元史》